# Свєчніков Анатолій Григорович
Анатолій Григорович Свєчніков (12 червня 1908, Київ — 12 березня 1962, Київ) — український радянський композитор. Лауреат Сталінської премії (1950). Заслужений діяч мистецтв Української РСР (1954),

## Біографія
Народився 12 червня 1908 у Києві.
- в 1932 році закінчив Київський музично-драматичний інститут ім. М. Лисенка (клас В. А. Золотарьова і Л. М. Ревуцького);
- в 1938 році закінчив аспірантуру Київської консерваторії;
- у 1932—1933 роках — завідувач музичної частини Вседонбаського драматичного театру; в 1933—1936 роках драматичних театрів Києва;
- у 1936—1941 і 1944—1951 роках — музичний керівник драматичних передач Українського радіо;
- в 1945—1956 роках — викладач Київської державної консерваторії.

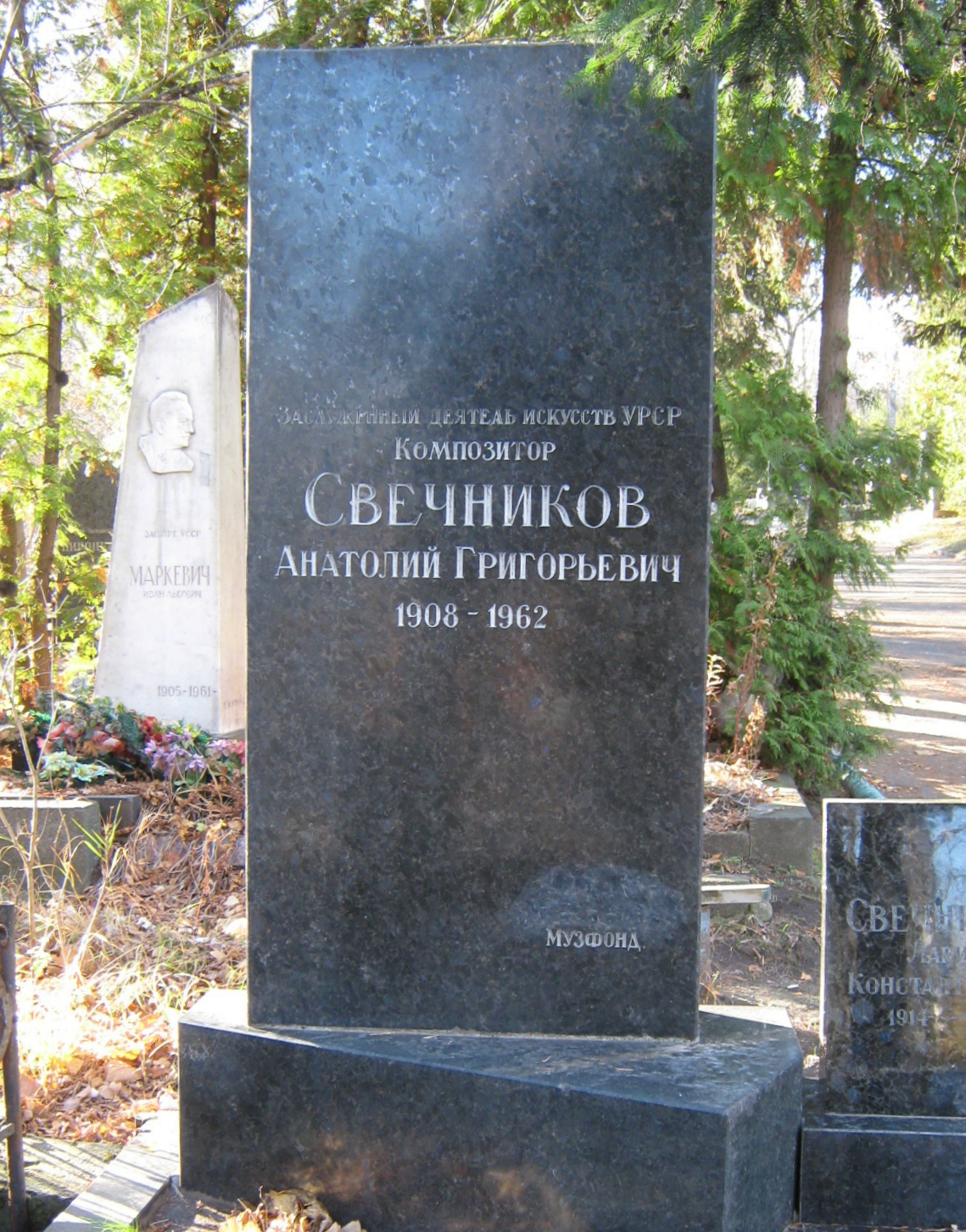
Могила Анатолія Свєчнікова

Помер 12 березня 1962 року. Похований в Києві на Байковому кладовищі.

## Твори
- балети: «Маруся Богуславка» (Київ, 1951), «Ніч перед різдвом» (Київ, 1959);
- для симфонічного оркестру: Варіації (1931), Скерцо (1934);
- сюїти: На теми народів Сходу (1939), Колгоспна (на українські народні теми, 1949);
- поеми: «Кармелюк» (1945), «Щорс» (1949), «Увертюра» (1947);
- для капели бандуристів: «Пісня про Буревісника» (1960);
- для флейти та фортепіано: Сюїта (1935);
- для фортепіано: Два етюди і прелюдія (1927), Два етюди для лівої руки (1929), Варіації на українську тему (1930);
- для хору та фортепіано: Цикл Дев'ять українських пісень (слова народні, 1944);
- для голосу і фортепіано: Цикл «Гуцульські народні пісні» (1945);
- музика до драматичних спектаклів;
- музика до кінофільмів[1], у тому числі «Нерозлучні друзі» (1953), «Калиновий гай» (1953), «Педагогічна поема» (1955), «Партизанська іскра» (1957), «Кров людська — не водиця» (1960);
- музика до радіопостановок;
- обробка народних пісень.